# (9561) van Eyck
(9561) van Eyck est un astéroïde de la ceinture principale.

## Description
(9561) van Eyck est un astéroïde de la ceinture principale. Il fut découvert le 19 août 1987 à La Silla par Eric Walter Elst. Il présente une orbite caractérisée par un demi-grand axe de 2,31 UA, une excentricité de 0,22 et une inclinaison de 5,5° par rapport à l'écliptique.

## Compléments